# Jacques Madubost
Jacques Madubost (Dangeau, Centro-Valle de Loira; 6 de junio de 1944-29 de junio de 2018) fue un atleta francés especializado en la prueba de salto de altura, en la que consiguió ser campeón europeo en 1966.

## Carrera deportiva
En el Campeonato Europeo de Atletismo de 1966 ganó la medalla de oro en el salto de altura, con un salto de 2.12 metros, superando a su paisano francés Robert Sainte-Rose (plata también con 2.12 m pero en más intentos) y del soviético Valeriy Skvortsov (bronce con 2.09 m).